# Annamaria Bernardini de Pace
Annamaria Bernardini de Pace (Perugia, 23 aprile 1948) è un'avvocata, saggista e giornalista italiana.

## Biografia
Annamaria Bernardini de Pace è un'avvocata del foro di Milano, esperta di diritto di famiglia e della persona.
Come pubblicista fu al Giornale tra il 1987 e il 1999 e, successivamente alla Voce e all'Indipendente per poi tornare al Giornale.
Fu membro del consiglio dell'ordine dei giornalisti della Lombardia dal 1995 al 1998.
Altre collaborazioni sono con l'allegato IO Donna del Corriere della Sera, con i settimanali Oggi e House 24 e i quotidiani Libero e Il Sole 24 Ore.
La sua più recente attività editoriale è la cura della rubrica Coppie di fatto sul settimanale Chi. Come scrittrice ha pubblicato opere divulgative sul diritto di famiglia e della persona.
È membro del Giurì dell'Autodisciplina Pubblicitaria dal 1987 e consigliera della Società di Psicologia Giuridica di Padova.
Nel 2024 diventa giudice del programma Forum.

### Vita privata
Si è sposata il 30 aprile 1970 con Francesco Giordano, da cui ha avuto due figlie, Francesca e Chiara; il matrimonio è finito nel 1976.
Dal 2000 al 2013 è stata la suocera di Raoul Bova, che ne aveva sposato la figlia Chiara dando a Bernardini de Pace due nipoti, Alessandro Leon e Francesco.
Si professa credente ma non praticante.

## Pubblicazioni
- Separiamoci insieme, Milano, Sperling & Kupfer, 1996, ISBN 88-200-2264-8.
- Cuore contro cuore, Milano, Sperling & Kupfer, 1999, ISBN 88-200-2926-X.
- Le ragioni degli affetti, Milano, Rizzoli, 2001, ISBN 88-17-86751-9.
- Legati da un soffio, Milano, Sperling & Kupfer, 2002, ISBN 88-200-3433-6.
- Calci nel cuore, Milano, Sperling & Kupfer, 2004, ISBN 88-200-3727-0.
- Mamma non m'ama, Milano, Sperling & Kupfer, 2005, ISBN 88-200-3974-5.
- Figli condivisi, Milano, Sperling & Kupfer, 2006, ISBN 88-200-4142-1.
- Diritti diversi: la legge negata ai gay, Milano, Bompiani, 2009, ISBN 978-88-452-6248-7.
- Dall'amore all'amore: il diritto di famiglia raccontato da Annamaria Bernardini De Pace, Milano, BdP, 2014, SBN RCA0874028.